# Charops fils d'Hippase
Pour les articles homonymes, voir Charops.
Dans la mythologie grecque, Charops (en grec ancien Χάροψ / Khárops) est un héros troyen de la guerre de Troie.

## Étymologie
Wathelet note que Charops, en grec ancien Χάροψ / Khárops, est un nom d'origine hellénique bien que le personnage combatte dans le camp des Troyens. Les Troyens portent en effet des noms grecs dans l'Iliade, dans la proportion de deux pour un. Comme l'adjectif χάροψ / khárops ou χαροπός / kharopós (« au regard brillant »), c'est un composé de Χαρ- / Khar- et de -οψ / -ops.

## Mythologie
Charops est le fils de la nymphe Ocyrhoé et de son époux Hippase dont elle a plusieurs enfants  : Charops lui-même, Socos, Apisaon, Agélaos et Hippomédon (tous combattants troyens dans la guerre de Troie). Si Hippase et les trois premiers fils sont déjà connus d'Homère, Ocyrhoé et les deux suivants ne sont cités que par Quintus de Smyrne.
Charops et ses frères sont des combattants troyens lors de la guerre de Troie. Lui et son frère Socos furent tous deux tués au combat par Ulysse au cours de la dixième année de cette guerre,. 

## Un personnage peut-être issu d'une source plus ancienne
Paul Wathelet s'est intéressé à Charops et à son frère Socos dans son analyse des personnages secondaires mineurs de l'Iliade. Plus particulièrement, il se demande si cet épisode ne pourrait pas venir d'une Odyssée originelle et avoir été ensuite introduit dans l' Iliade. En analysant les noms des deux frères et de leur père, auxquels il trouve une signification chthonienne, ainsi que la réaction posée de Socos à la mort de son frère et, surtout, l'intervention de la déesse Athéna, il avance la possibilité que les deux frères aient été à l'origine des personnages qui gardaient l'entrée du royaume des morts dont Ulysse aurait tenté, vivant, de forcer le passage avec l'aide d'Athéna.

## Représentations
Une amphore chalcidienne, datée de 540 à 530 av. J.-C., représente Charops au sol, frappé par Diomède.

## Évocation moderne

### Astronomie
Charops a donné son nom à l'astéroïde troyen de Jupiter (16070) Charops.